# اووتشاری (ناحیه میلنیک)
اووتشاری (به چکی: Ovčáry) یک منطقهٔ مسکونی در جمهوری چک است که در ناحیه میلنیک واقع شده‌است.